# ケビン・ニコルソン
ケビン・ニコルソン（Kevin Nicholson、1976年3月29日 - ）はカナダ・ブリティッシュコロンビア州バンクーバー出身の野球選手。
ポジションは遊撃手。右投両打。

## 経歴
1997年にサンディエゴ・パドレスからカナダ人史上初のドラフト1巡目指名（全体29位）を受け、プロ入り。
2000年に同球団でメジャーデビューを果たすも、以降はマイナー暮らしが続き、MLBでのプレーはこの年限りであった。
その後2004年までピッツバーグ・パイレーツのAA級などでプレーしていた。
現在は米独立リーグでプレーしている。

## 選手としての特徴
パンチ力が売りの打撃をもつ強打の遊撃手。三塁手や二塁手としての出場も多い。2004年のアテネオリンピック及び2006年のワールドベースボールクラシックカナダ代表に選出されている。

## 詳細情報

### 年度別打撃成績
| 年 度    | 球 団    | 試 合 | 打 席 | 打 数 | 得 点 | 安 打 | 二 塁 打 | 三 塁 打 | 本 塁 打 | 塁 打 | 打 点 | 盗 塁 | 盗 塁 死 | 犠 打 | 犠 飛 | 四 球 | 敬 遠 | 死 球 | 三 振 | 併 殺 打 | 打 率 | 出 塁 率 | 長 打 率 | O P S |
| -------- | -------- | ----- | ----- | ----- | ----- | ----- | -------- | -------- | -------- | ----- | ----- | ----- | -------- | ----- | ----- | ----- | ----- | ----- | ----- | -------- | ----- | -------- | -------- | ----- |
| 2000     | SD       | 37    | 105   | 97    | 7     | 21    | 6        | 1        | 1        | 32    | 8     | 1     | 0        | 3     | 0     | 4     | 0     | 1     | 31    | 2        | .216  | .255     | .330     | .585  |
| MLB：1年 | MLB：1年 | 37    | 105   | 97    | 7     | 21    | 6        | 1        | 1        | 32    | 8     | 1     | 0        | 3     | 0     | 4     | 0     | 1     | 31    | 2        | .216  | .255     | .330     | .585  |